# Аяно-Майський район
Ая́но-Ма́йський район (рос. Аяно-Майский район) — муніципальний район у складі Хабаровського краю Російської Федерації.
Адміністративний центр — село Аян.

## Історія
Район був утворений 10 грудня 1930 року і був частиною Охотсько-Евенського національного округу Далекосхідного краю. 22 липня [1934] року район увійшов до складу того ж таки національного округу новоутвореної Нижньо-Амурської області Далекосхідного краю (з 1938 року — Хабаровського). Тоді до складу району входили Аянська, Алдомська, Аїмська, Батомгська, Верхньомайська, Лантарська, Нельканська, Немуйська і Тоттінська сільради. 15 вересня 1934 року Охотсько-Евенкійський національний округ був ліквідований, район перейшов у пряме підпорядкування Нижньоамурської області. 31 грудня 1954 року ліквідована Батомгська сільрада, 23 червня 1955 року Немуйська сільрада перейменована в Маймаканську.
23 січня 1956 року, після ліквідації Нижньоамурської області, район перейшов у пряме підпорядкування Хабаровського краю. 30 вересня 1960 року Маймаканська сільрада ліквідована і передана до складу Лантарської, 15 листопада 1962 року Тоттінська сільрада перейменована у Джигдинську, 29 грудня 1966 року Лантарська сільрада перейменована у Немуйську, 6 грудня 1979 року Верхньомайська сільрада ліквідована і приєднана до Нельканської, 14 січня 1982 року Алдомська сільрада перейменована у Кекрінську, 22 червня 1989 року Кекрінська та Немуйська сільради ліквідовані та передані до Аянської.
1992 року сільради були перетворені у сільські адміністрації — Аїмську, Джигдинську та Нельканську, територія колишньої Аянської сільради перейшла у пряме підпорядкування району. 2004 року сільські адміністрації перетворені у сільські поселення, було утворене Аянське сільське поселення на території колишньої Аянської сільради.

## Населення
Населення — 1895 осіб (2019; 2292 в 2010, 3271 у 2002).

## Адміністративний поділ
Район адміністративно поділяється на 4 сільських поселення та міжселенну територію:
| Поселення                      | Площа, км² | Населення, осіб (2002) | Населення, осіб (2010) | Населення, осіб (2019) | Центр   | Населені пункти |
| ------------------------------ | ---------- | ---------------------- | ---------------------- | ---------------------- | ------- | --------------- |
| Аїмське сільське поселення     | 223,40     | 294                    | 205                    | 153                    | Аїм     | 1               |
| Аянське сільське поселення     | 679,00     | 1326                   | 967                    | 817                    | Аян     | 2               |
| Джигдинське сільське поселення | 42,60      | 402                    | 264                    | 220                    | Джигда  | 1               |
| Нельканське сільське поселення | 304,80     | 1203                   | 843                    | 700                    | Нелькан | 1               |
| міжселенна територія           | 207,07     | 46                     | 13                     | 5                      | -       | 6               |

## Найбільші населені пункти
| № | Місто      | Населення, осіб (2002) | Населення, осіб (2010) |
| - | ---------- | ---------------------- | ---------------------- |
| 1 | Аян        | 1325                   | 967                    |
| 2 | Нелькан    | 1203                   | 843                    |
| 3 | Джигда     | 402                    | 264                    |
| 4 | Аїм        | 294                    | 205                    |
| 5 | Курун-Урях | 14                     | 5                      |